# Palais de la préfecture de Naples
Le palais de la préfecture  (italien : Palazzo della Prefectura) ou Palazzo della Foresteria est un palais de Naples situé sur la Piazza del Plebiscito.

## Histoire
L’édifice est construit en 1815 par l'architecte néoclassique Leopoldi Laperuta sur demande du roi Ferdinand IV de Naples sur un terrain libéré par la destruction sur instruction de Joseph Bonaparte en 1806. 
L'utilisation initiale du palais était celle de loger toute personne qui arrivait à Naples pour visiter la cour des Bourbons. Pour cette raison il était dit « della foresteria ».
Le palais qui accueille la préfecture, d'où son nom actuel, est depuis 1890 le siège du plus fameux café de la ville « Caffè Gambrinus », dont le décor a été réalisé en 1893 par 43 peintres et sculpteurs et a accueilli les plus illustres personnalités de l'histoire italienne, dont de nombreux présidents de la République et des érudits comme Gabriele D’Annunzio. 

## Architecture
La façade se présente sur deux registres. L'inférieur avec un bassement bugnato avec mezzanine dans lequel s'ouvre un portail en piperno flanqué des couples de colonnes toscanes soutenant un entablement qui émerge dans la clé de voûte. 
Le registre supérieur de la façade est caractérisé par la présence de l'ordre colossal dont le centre comporte une légère saillie de septums édiles 
Les fenêtres du piano nobile sont surmontées de tympans triangulaires et arrondis.
Sur la façade postérieure se trouve un autre portail d'entrée moins monumental qui s'ouvre sur via Chiaia. L'entrée du Caffé Gambrius se trouve dans la façade donnant sur la place Trieste et Trente.
L'intérieur du palais comporte une petite cour.

Le palais fait face au Palazzo Salerno qui a été doté d'une façade d'empreinte néoclassique.

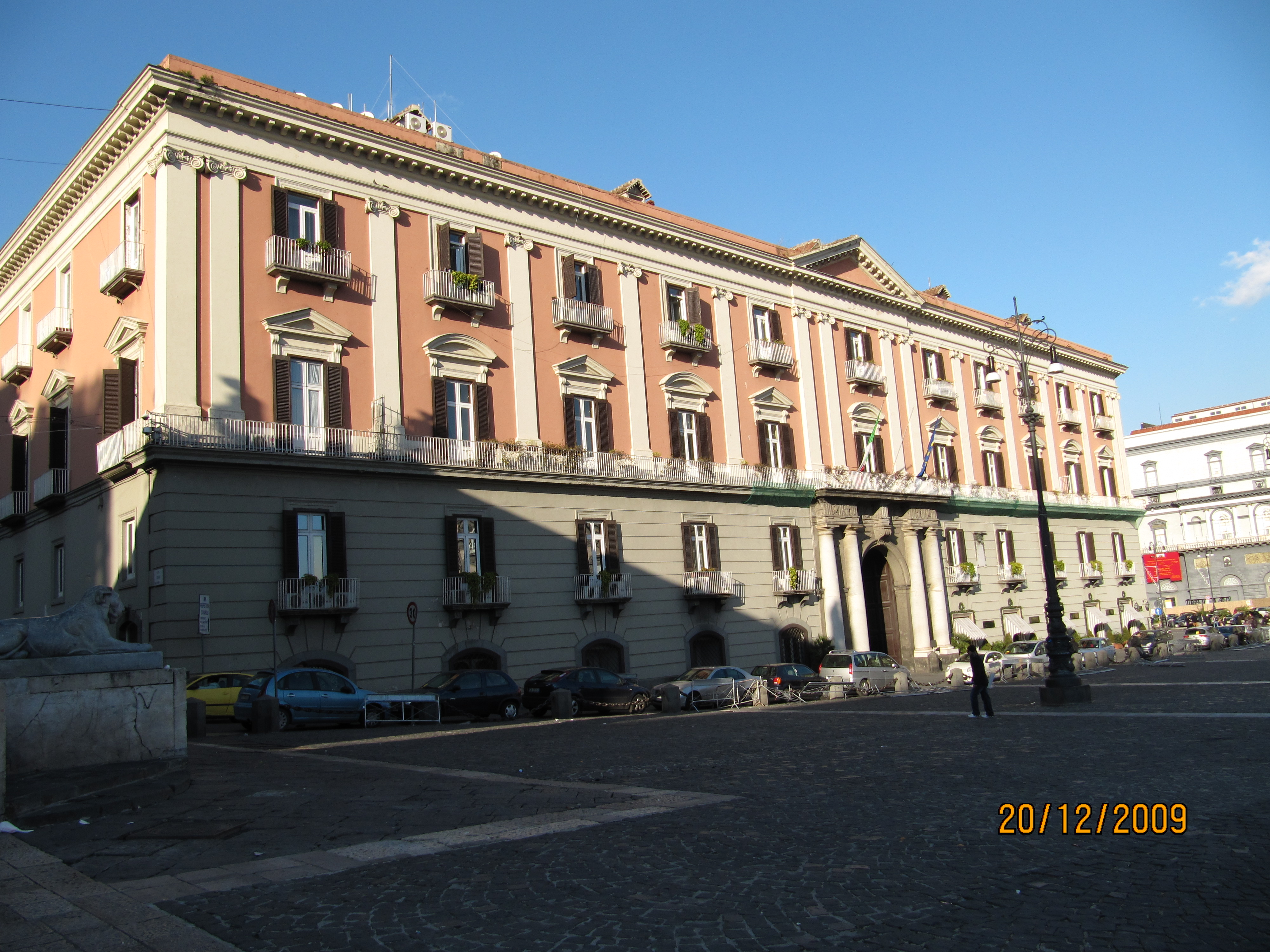